# Rosa Sensat
Rosa Sensat i Vilà (El Masnou, 17 juni 1873 – Barcelona, 1 oktober 1961) was een Catalaans lerares die heeft bijgedragen aan de ontwikkeling van de openbare scholen in Catalonië gedurende het eerste deel van de 20e eeuw.

## Biografie
Rosa Sensat werd op 17 juni 1873 geboren als dochter van een marinier en borduurster. Vanaf dat ze jong was, wilde ze studeren en in het onderwijs werken. Ze studeerde Onderwijskunde in Barcelona en aan de Escuela Central de Magisterio in Madrid. Later studeerde ze tevens aan het Institut Rousseau in Genève en aan andere Europese instellingen, waar ze over nieuwe pedagogische trends leerde. In 1903 trouwde ze met David Ferrer, met wie ze zich in Barcelona vestigde. Een jaar later werd hun dochter Àngels geboren.

## Publicaties
Rosa Sensat heeft een aantal publicaties over thuisonderwijs op haar naam staan:
- Rapport présenté au III Congrès International d'Enseignement Menager (1922)
- Les ciències en la vida de la llar (1923)
- Cómo se enseña la economía doméstica (1927)
- Hacia la nueva escuela (1934).